# Bollengo
Bollengo is een gemeente in de Italiaanse provincie Turijn (regio Piëmont) en telt 2026 inwoners (31-12-2004). De oppervlakte bedraagt 14,2 km², de bevolkingsdichtheid is 143 inwoners per km².

## Demografie
Bollengo telt ongeveer 900 huishoudens. Het aantal inwoners steeg in de periode 1991-2001 met 2,9% volgens cijfers uit de tienjaarlijkse volkstellingen van ISTAT.
| Jaar | Inwoneraantal |
| ---- | ------------- |
| 1991 | 1941          |
| 2001 | 1997          |

## Geografie
Bollengo grenst aan de volgende gemeenten: Torrazzo (BI), Burolo, Ivrea, Palazzo Canavese, Magnano (BI), Albiano d'Ivrea, Azeglio.
1. ↑  https://demo.istat.it/?l=it.